# 800 meter för herrar i friidrott vid olympiska sommarspelen 2024

Officiell video på loppet.

Herrarnas 800 meter vid olympiska sommarspelen 2024 avgjordes mellan den 7 och 10 augusti 2024 på Stade de France i Paris, Frankrike. 53 idrottare från 32 nationer deltog i tävlingen. Det var 30:e gången grenen fanns med i ett OS och den har funnits med i varje OS sedan starten av de olympiska spelen 1896.
| Spel                | Guld                    | Silver            | Brons                   |
| Herrarnas 800 meter | Emmanuel Wanyonyi Kenya | Marco Arop Kanada | Djamel Sedjati Algeriet |

## Sammanfattning
Ingen av de tidigare olympiska medaljörerna i herrarnas 800 meter kom tillbaka till tävlingen. Den regerande OS-mästaren Emmanuel Korir vann VM 2021 och 2022 men sen skedde ett utbyte av eliten i grenen. I VM 2022 gick silvret till Djamel Sedjati och bronset till Marco Arop. I ett långsamt final i VM 2023 vann Arop efter att ha fått ett försprång på Emmanuel Wanyonyi och fältet på upploppet. Wanyonyi slutade tvåa och Ben Pattison blev trea.
Sedjati kom till OS med den bästa tiden för säsongen. Cirka en månad före OS möttes flera av utmanarna till guldet i tävlingen Meeting de Paris 2024. Där vann Sedjati med 1:41,56, Wanyonyi kom tvåa med 1:41,58 och Gabriel Tual trea på 1:41,61. För första gången i historien sprang tre löpare under 1:42 i samma lopp och de tog över platserna 3 till 5 på listan över alla tiders bästa tider. Den nya generationen av 800-meterlöpare sprang snabbt. Fem dagar senare förbättrade Sedjati sin tid till 1:41,46 vid tävlingen Herculis 2024 i Monaco.
Finalen började med att Max Burgin på den innersta banan startade med ett högt tempo och var den förste att nå brytlinjen vid 100 meter, där löparna kunde lämna sina banor. Efter brytlinjen ville Wanyonyi ha ledningen och avancerade från femte till första plats innan kurvan. När Tual blev omsprungen av Wanyonyi följde han efter och placerade sig bredvid Burgin ett par meter bakom wanyonyis. Bryce Hoppel tog fjärde plats bakom Tual. När klockan ringde för att markera de sista 400 metrerna började Arop följd av Sedjati från de två sista positionerna avancera framåt medan Burgin började tappa positioner. De tre längst fram, Wanyonyi, Tual och Hoppel, höll sina positioner i ytterligare 300 meter tills de närmade sig upploppet. Då började Tual närma sig Wanyonyi med mindre än 100 meter kvar. Arop kom ikapp Hoppel medan Wanyonyi kämpade för att hålla Tual bakom sig. Det tog hela kurvan för Arop att ta sig förbi Hoppel och komma fram till Tual. Vid det här laget hade Wanyonyi en ledning på två meter. Alla spurtade mot mållinjen. Den långe Arop vann lite mark för varje steg och kunde ta sig förbi Tual till andra plats bakom Wanyonyi. Bakom dem var Hoppel och Sedjati ute på bana 2 och 3 och sprang sida vid sida förbi Tual. Sedan rusade Sedjati framåt och tog tredje platsen, medan Hoppel kämpade för att hänga med. Arop nådde till Wanyonyi men hans acceleration verkade stanna av. Sida vid sida närmade de sig mållinjen. Wanyonyi lutade sig tidigt framåt mot linjen. Arop gjorde sen samma sak men hann inte riktigt fram och guldet gick till Wanyonyi. Sedjati gick i mål två meter bakom dem och tog bronset, en meter före Hoppel.
Segermarginalen mellan vinnaren Wanyonyi och tvåan, 2023 års världsmästare, Arop var 0,01 sekunder, närmare än någon annan OS-final på 800 meter för herrar. Dessutom bröt fyra löpare, Wanyonyi, Arop, Sedjati och Hoppel, 1:42-barriären i loppet. Wanyonyis segertid på 1:41,19 var endast 0,28 sekunder från David Rudishas världs- och OS-rekord från 2012 på 1:40,91. Wanyonyi tog över plats 3 på listan över alla tiders bästa löpare i 800 meter herrar och Arop tog 4:e platsen. Sedhatis prestation i Monaco degraderades till 5:e och Hoppel till 7:e plats.

## Kvalificering till OS-grenen
Kvalificeringsperioden för herrarnas 800 meter i friidrott var mellan 1 juli 2023 och 30 juni 2024. Det var planerat att 48 idrottare skulle kvalificera sig till tävlingen, med högst tre idrottare per nation, genom att uppnå kvalificeringsstandarden 1:44,70 sekunder eller snabbare eller genom sin världsranking i friidrott för denna gren. 53 idrottare deltog i tävlingen.

## Schema
Alla tider är CET.
| Datum           | Tid   | Omgång      |
| --------------- | ----- | ----------- |
| 7 augusti 2024  | 11:55 | Kval        |
| 8 augusti 2024  | 12:00 | Återkval    |
| 9 augusti 2024  | 11:30 | Semifinaler |
| 10 augusti 2024 | 19:25 | Final       |

Källa: 

## Rekord
Innan tävlingens start fanns följande rekord:
| Rekord           | Idrottare           | Tid (s) | Plats                  | Datum          |
| ---------------- | ------------------- | ------- | ---------------------- | -------------- |
| Världsrekord     | David Rudisha (KEN) | 1:40,91 | London, Storbritannien | 9 augusti 2012 |
| Olympiskt rekord | David Rudisha (KEN) | 1:40,91 | London, Storbritannien | 9 augusti 2012 |

| Område                                   | Tid (s)      | Idrottare        | Nation     |
| ---------------------------------------- | ------------ | ---------------- | ---------- |
| Afrika                                   | 1:40,91 0VR0 | David Rudisha    | Kenya      |
| Asien                                    | 1:42,79      | Yusuf Saad Kamel | Bahrain    |
| Europa                                   | 1:41,11      | Wilson Kipketer  | Danmark    |
| Nordamerika, Centralamerika och Karibien | 1:42,34      | Donavan Brazier  | USA        |
| Oceanien                                 | 1:43,94      | Joseph Deng      | Australien |
| Sydamerika                               | 1:41,77      | Joaquim Cruz     | Brasilien  |

## Resultat
Noteringarnas förklaring finns längst ner.

### Kval
De tre första i varje heat 0Q0 gick vidare till semifinal. Alla andra som sprang klart sitt lopp gick vidare till återkval.

#### Kvalheat 1
| Placering | Idrottare               | Nation                         | Tid     | Noteringar |
| --------- | ----------------------- | ------------------------------ | ------- | ---------- |
| 1         | Eliott Crestan          | Belgien                        | 1:45,51 | 0Q0        |
| 2         | Marco Arop              | Kanada                         | 1:45,74 | 0Q0        |
| 3         | Peyton Craig            | Australien                     | 1:45,81 | 0Q0        |
| 4         | Handal Roban            | Saint Vincent och Grenadinerna | 1:46,00 |            |
| 5         | Abdelati El Guesse      | Marocko                        | 1:46,91 |            |
| 6         | Tumo Nkape              | Botswana                       | 1:46,99 |            |
| 7         | Abubaker Haydar Abdalla | Qatar                          | 1:48,42 |            |
| 8         | James Preston           | Nya Zeeland                    | 1:48,50 |            |
| 9         | Abraham Guem            | Sydsudan                       | 1:48,74 | 0PB0       |

#### Kvalheat 2
| Placering | Idrottare           | Nation    | Tid     | Noteringar |
| --------- | ------------------- | --------- | ------- | ---------- |
| 1         | Gabriel Tual        | Frankrike | 1:45,13 | 0Q0        |
| 2         | Mark English        | Irland    | 1:45,15 | 0Q0        |
| 3         | Tshepiso Masalela   | Botswana  | 1:45,58 | 0Q0        |
| 4         | Jakub Dudycha       | Tjeckien  | 1:45,62 |            |
| 5         | Koitatoi Kidali     | Kenya     | 1:45,84 |            |
| 6         | Edose Ibadin        | Nigeria   | 1:46,56 |            |
| 7         | Mohamed Ali Gouaned | Algeriet  | 1:47,34 |            |
| 8         | Ali Idow Hassan     | Somalia   | 1:48,72 |            |
| 9         | Mohammed Dwedar     | Palestina | 1:54,83 |            |

#### Kvalheat 3
| Placering | Idrottare         | Nation        | Tid     | Noteringar |
| --------- | ----------------- | ------------- | ------- | ---------- |
| 1         | Emmanuel Wanyonyi | Kenya         | 1:44,64 | 0Q0        |
| 2         | Catalin Tecuceanu | Italien       | 1:44,80 | 0Q0        |
| 3         | Andreas Kramer    | Sverige       | 1:44,93 | 0Q0        |
| 4         | Adrián Ben        | Spanien       | 1:45,03 |            |
| 5         | Ryan Clarke       | Nederländerna | 1:45,56 |            |
| 6         | Joseph Deng       | Australien    | 1:45,87 |            |
| 7         | Tibo De Smet      | Belgien       | 1:46,03 |            |
| 8         | Brandon Miller    | USA           | 1:46,34 |            |
| 9         | Yervand Mkrtchyan | Armenien      | 1:49,91 | 0NR0       |

#### Kvalheat 4
| Placering | Idrottare           | Nation            | Tid     | Noteringar |
| --------- | ------------------- | ----------------- | ------- | ---------- |
| 1         | Djamel Sedjati      | Algeriet          | 1:45,84 | 0Q0        |
| 2         | Elliot Giles        | Storbritannien    | 1:45,93 | 0Q0        |
| 3         | Hobbs Kessler       | USA               | 1:46,15 | 0Q0        |
| 4         | Simone Barontini    | Italien           | 1:46,33 |            |
| 5         | Elvin Josué Canales | Spanien           | 1:46,48 |            |
| 6         | Pieter Sisk         | Belgien           | 1:46,60 |            |
| 7         | Peter Bol           | Australien        | 1:47,50 |            |
| 8         | Dennick Luke        | Dominica          | 1:47,54 |            |
| 9         | Musa Suliman        | Flyktingidrottare | 1:49,61 |            |

#### Kvalheat 5
| Placering | Idrottare          | Nation         | Tid     | Noteringar |
| --------- | ------------------ | -------------- | ------- | ---------- |
| 1         | Ben Pattison       | Storbritannien | 1:45,56 | 0Q0        |
| 2         | Edmund Du Plessis  | Sydafrika      | 1:45,73 | 0Q0        |
| 3         | Wyclife Kinyamal   | Kenya          | 1:45,86 | 0Q0        |
| 4         | Benjamin Robert    | Frankrike      | 1:45,92 |            |
| 5         | Navasky Anderson   | Jamaica        | 1:46,82 |            |
| 6         | Tobias Grønstad    | Norge          | 1:46,85 |            |
| 7         | Mateusz Borkowski  | Polen          | 1:47,50 |            |
| 8         | José Antonio Maita | Venezuela      | 1:48,02 |            |
| 9         | Chhun Bunthorn     | Kambodja       | 1:53,31 |            |

#### Kvalheat 6
| Placering | Idrottare            | Nation         | Tid     | Noteringar |
| --------- | -------------------- | -------------- | ------- | ---------- |
| 1         | Mohamed Attaoui      | Spanien        | 1.44,81 | 0Q0        |
| 2         | Bryce Hoppel         | USA            | 1:45,24 | 0Q0        |
| 3         | Max Burgin           | Storbritannien | 1:45,36 | 0Q0        |
| 4         | Corentin Le Clezio   | Frankrike      | 1:45,42 |            |
| 5         | Jesús Tonatiú López  | Mexiko         | 1:45,82 |            |
| 6         | Tom Dradriga         | Uganda         | 1:46,05 |            |
| 7         | Kethobogile Haingura | Botswana       | 1:46,46 |            |
| 8         | Slimane Moula        | Algeriet       | 1:46,71 |            |

### Återkval
Varje heats vinnare 0Q0 plus två på tid 0q0 gick vidare till semifinal.

#### Återkval 1
| Placering | Idrottare            | Nation     | Tid     | Noteringar |
| --------- | -------------------- | ---------- | ------- | ---------- |
| 1         | Kethobogile Haingura | Botswana   | 1:45.52 | 0Q0        |
| 2         | Slimane Moula        | Algeriet   | 1:45,67 |            |
| 3         | Corentin Le Clezio   | Frankrike  | 1:45,72 |            |
| 4         | Peter Bol            | Australien | 1:46,12 |            |
| 5         | Tom Dradriga         | Uganda     | 1:46,15 |            |
| 6         | Dennick Luke         | Dominica   | 1:46,81 | 0NR0       |
| 7         | Edose Ibadin         | Nigeria    | 1:49,09 |            |
| 8         | Chhun Bunthorn       | Kambodja   | 1:53,42 |            |
| –         | Abdelati El Guesse   | Marocko    |         | 0DNS0      |

#### Återkval 2
| Placering | Idrottare           | Nation                         | Tid     | Noteringar |
| --------- | ------------------- | ------------------------------ | ------- | ---------- |
| 1         | Jesús Tonatiú López | Mexiko                         | 1:45,13 | 0Q0        |
| 2         | Adrián Ben          | Spanien                        | 1:45,37 |            |
| 3         | Pieter Sisk         | Belgien                        | 1:45,49 |            |
| 4         | Handal Roban        | Saint Vincent och Grenadinerna | 1:45,80 |            |
| 5         | Navasky Anderson    | Jamaica                        | 1:46,01 |            |
| 6         | Koitatoi Kidali     | Kenya                          | 1:46,37 |            |
| 7         | Jakub Dudycha       | Tjeckien                       | 1:49,94 |            |
| 8         | Yervand Mkrtchyan   | Armenien                       | 1:50,07 |            |
| 9         | Musa Suliman        | Flyktingidrottare              | 1:50,11 |            |

#### Återkval 3
| Placering | Idrottare               | Nation      | Tid     | Noteringar |
| --------- | ----------------------- | ----------- | ------- | ---------- |
| 1         | Simone Barontini        | Italien     | 1:45,56 | 0Q0        |
| 2         | Benjamin Robert         | Frankrike   | 1:45,83 |            |
| 3         | José Antonio Maita      | Venezuela   | 1:46,44 |            |
| 4         | Tibo De Smet            | Belgien     | 1:46,59 |            |
| 5         | Joseph Deng             | Australien  | 1:48,58 |            |
| 6         | James Preston           | Nya Zeeland | 1:50,53 |            |
| –         | Abubaker Haydar Abdalla | Qatar       |         | 0DNS0      |
| –         | Ali Idow Hassan         | Somalia     |         | 0DNS0      |

#### Återkval 4
| Placering | Idrottare           | Nation        | Tid     | Noteringar |
| --------- | ------------------- | ------------- | ------- | ---------- |
| 1         | Brandon Miller      | USA           | 1:44,21 | 0Q0        |
| 2         | Mohamed Ali Gouaned | Algeriet      | 1:44,37 | 0q0 =0PB0  |
| 3         | Tobias Grønstad     | Norge         | 1:44,57 | 0q0 PB0    |
| 4         | Elvin Josué Canales | Spanien       | 1:44,65 |            |
| 5         | Ryan Clarke         | Nederländerna | 1:44,70 | 0PB0       |
| 6         | Mateusz Borkowski   | Polen         | 1:45,27 | 0PB0       |
| 7         | Tumo Nkape          | Botswana      | 1:45,57 |            |
| 8         | Abraham Guem        | Sydsudan      | 1:49,45 |            |
| 9         | Mohammed Dwedar     | Palestina     | 1:54,83 |            |

### Semifinaler
De två första i varje lopp 0Q0 plus två på tid 0q0 gick vidare till finalen.

#### Semifinal 1
| Placering | Idrottare           | Nation         | Tid     | Noteringar |
| --------- | ------------------- | -------------- | ------- | ---------- |
| 1         | Djamel Sedjati      | Algeriet       | 1.45,08 | 0Q0        |
| 2         | Tshepiso Masalela   | Botswana       | 1.45,33 | 0Q0        |
| 3         | Catalin Tecuceanu   | Italien        | 1.45,38 |            |
| 4         | Ben Pattison        | Storbritannien | 1.45,57 | 0SB0       |
| 5         | Brandon Miller      | USA            | 1.45,79 |            |
| 6         | Mark English        | Irland         | 1.45,97 |            |
| 7         | Andreas Kramer      | Sverige        | 1.46,73 |            |
| 8         | Jesús Tonatiú López | Mexiko         | 1.50,38 |            |

#### Semifinal 2
| Placering | Idrottare           | Nation         | Tid     | Noteringar |
| --------- | ------------------- | -------------- | ------- | ---------- |
| 1         | Marco Arop          | Kanada         | 1:45,05 | 0Q0        |
| 2         | Gabriel Tual        | Frankrike      | 1:45.16 | 0Q0        |
| 3         | Wyclife Kinyamal    | Kenya          | 1:45,29 |            |
| 4         | Edmund du Plessis   | Sydafrika      | 1:45,34 |            |
| 5         | Elliot Giles        | Storbritannien | 1:45,46 |            |
| 6         | Hobbs Kessler       | USA            | 1:46,20 |            |
| 7         | Tobias Grønstad     | Norge          | 1:46,37 |            |
| 8         | Mohamed Ali Gouaned | Algeriet       | 1:46,52 |            |

#### Semifinal 3
| Placering | Idrottare            | Nation         | Tid     | Noteringar |
| --------- | -------------------- | -------------- | ------- | ---------- |
| 1         | Emmanuel Wanyonyi    | Kenya          | 1:43,32 | 0Q0        |
| 2         | Bryce Hoppel         | USA            | 1:43,41 | 0Q0        |
| 3         | Max Burgin           | Storbritannien | 1:43,50 | 0q0 PB0    |
| 4         | Mohamed Attaoui      | Spanien        | 1:43,69 | 0q0        |
| 5         | Eliott Crestan       | Belgien        | 1:43,72 |            |
| 6         | Peyton Craig         | Australien     | 1:44,11 | 0PB0       |
| 7         | Kethobogile Haingura | Botswana       | 1:44,95 |            |
| 8         | Simone Barontini     | Italien        | 1:46,17 |            |

### Final
| Placering | Idrottare         | Nation         | Tid     | Notering |
| --------- | ----------------- | -------------- | ------- | -------- |
| 1         | Emmanuel Wanyonyi | Kenya          | 1:41,19 | 0PB0     |
| 2         | Marco Arop        | Kanada         | 1:41,20 | 0NR0 AR0 |
| 3         | Djamel Sedjati    | Algeriet       | 1:41,50 |          |
| 4         | Bryce Hoppel      | USA            | 1:41,67 | 0NR0     |
| 5         | Mohamed Attaoui   | Spanien        | 1:42,08 |          |
| 6         | Gabriel Tual      | Frankrike      | 1:42,14 |          |
| 7         | Tshepiso Masalela | Botswana       | 1:42,82 | 0PB0     |
| 8         | Max Burgin        | Storbritannien | 1:43,84 |          |
| Källa:    | Källa:            | Källa:         | Vind:   | Vind:    |